# Diadema

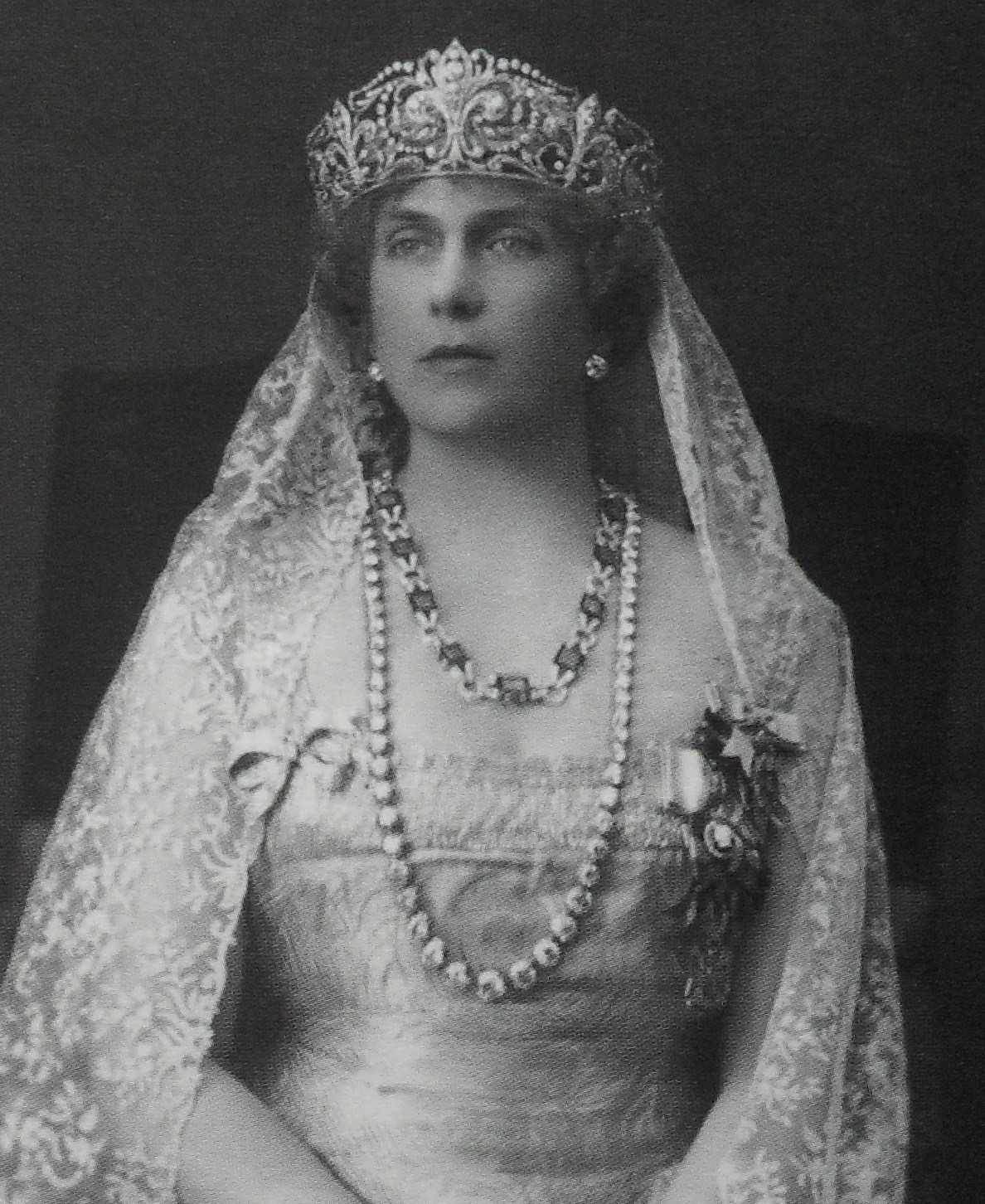
Reina Victoria Eugenia con diadema

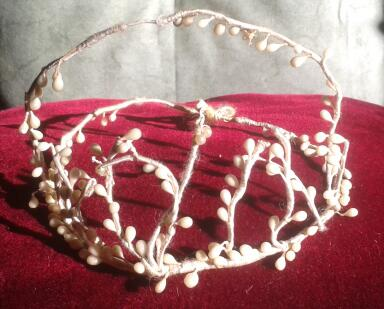
Diadema de boda para novia. Año 1900. Belle époque

La diadema, palabra derivada del griego διάδημα con el significado de 'banda' o 'filete' y esta de διαδέω (diadéo)  que significa 'atar en redondo' o, simplemente, 'atar'. Era común que las mujeres griegas, y luego las romanas, llevaran su cabellera coronada por una cinta atada ceñida a la cabeza. A veces se le llama tiara, aunque este es un ornamento de la cabeza considerado distintivo de autoridad real. La genuina diadema tiene forma de cinta, sencilla o adornada, cuyos extremos se engarzan o se ligan detrás de la cabeza. 
La diadema sencilla de oro o plata se conoce ya desde el final de la época neolítica y la misma con diferentes repujados o calados fue usada por los fenicios, los micénicos e, incluso por los celtíberos. 
En Mesopotamia, las mujeres adornaban sus cabellos con una o varias diademas superpuestas de las que colgaban cuentas en forma de hoja o de anillo o adornadas con flores cuyos pétalos estaban formados por piedras incrustadas. Los hombres sujetaban su peinado por una cinta de la que colgaban hileras de cuentas.
De ella, se sirvieron los griegos para premiar a los vencedores en juegos públicos y los romanos para sus emperadores, sin embargo los griegos clásicos solían usar diademas solo hechas con ramas foliadas de olivo o con ramas foliadas  de laurel para coronar a sus campeones. Los emperadores romanos, a menos a partir de Julio César (quien nunca fue legalmente emperador o imperator aunque logró una jerarquía similar y fue proseguido por el primer emperador romano oficial: Octavio quien se autodenómino César Augusto homenajeando a su padrino Julio César o Caesar. Julio César al parecer comenzó a utilizar una corona con forma de laurea pero en lugar de confeccionada con hojas de laureles verdaderos sino con hojas de oro que imitaban a las hojas de laureles, según algunos la diadema-laurea de Julio César era usada por este para disimular su calvicie. Así los "césares" o emperadores romanos se representan con una diadema corona triunfal o radiante, salvo después de Constantino I y en el medieval Imperio bizantino en donde suelen llevar diadema. No obstante, algunos de estos últimos adoptan la tiara de origen persa modificada, más pesada en comparación con la ligereza de la diadema.

## Mitología

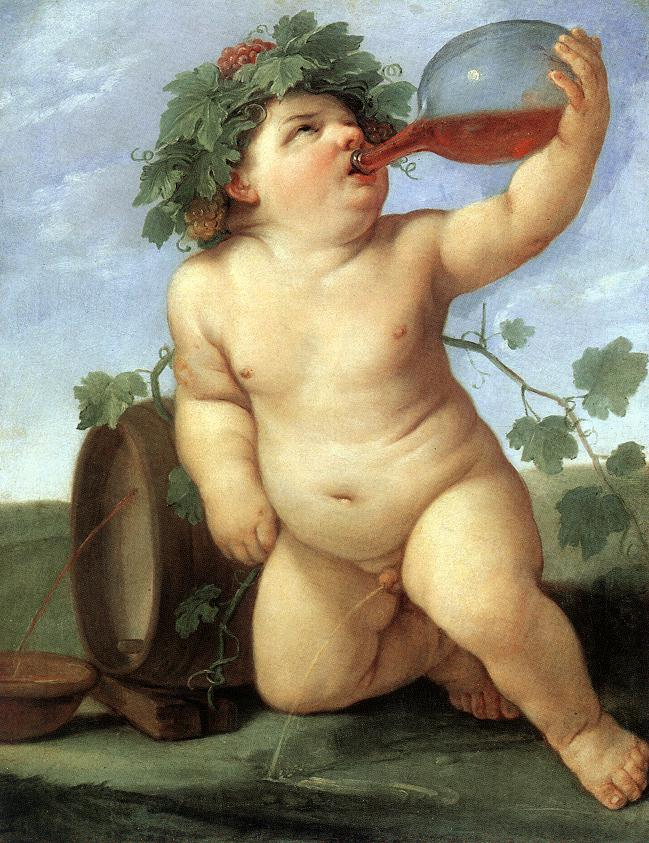
Baco coronado con pámpanos, Guido Reni

Al principio solo se hacían diademas de ramas de árboles y de flores y era un atributo de los dioses. Baco, según Plinio fue el primero que usó de ella después de su conquista de las Indias. Feresside refiere su origen a Saturno; Diodoro la atribuye a Júpiter, después de la victoria conseguida sobre los titanes; Fabio Pictor, a Jano diciendo que este antiguo rey de Italia fue el primero que se sirvió de una corona en sus sacrificios. León el egipcio asegura que Isis fue la que primero se coronó con espigas de trigo porque había enseñado a los hombres el arte de sembrarlo y cultivarlo. 
- Saturno iba coronado de higos o de hojas de césped cuyo fruto blanco y negro representa la noche y el día
- Júpiter, de encina o de laurel
- Juno, de hojas de membrillo
- Baco, de racimos, de pámpanos y algunas veces de hiedra
- Ceres, de espigas de trigo
- Plutón, de ciprés
- Mercurio, de hiedra de olivo o de moral
- La Fortuna, de hojas de abeto
- Apolo, Caliope y Clio, de laurel
- Cibeles y Pan, de ramas de pino
- Lucina, de fresnillo
- Hércules, de álamo
- Venus, de mirto y de rosas, lo mismo que Como y el Himeneo
- Minerva y las Gracias, de olivo
- Vertumno, de heno
- Pomona, de frutos
- Los dioses Lares, de mirto y de romero
- Flora y las Musas de la poesía lírica, de la danza y de la música, de flores, y los ríos de cañas.

Se dan a menudo coronas radiantes a Júpiter, Juno, Vesta, Hércules, etc. Como también a los príncipes divinizados. Se coronaban asimismo los altares, los vasos sagrados, las víctimas, etc. y los sacerdotes nunca sacrificaban sin llevar una corona en las sienes. Los romanos usaban de diferentes coronas.